# Marysville (Kansas)
Marysville – miasto w Stanach Zjednoczonych, w stanie Kansas, w hrabstwie Marshall.